# Campeonato Paulista de Voleibol Masculino de 1993
O  Campeonato Paulista de Voleibol Masculino de 1993 foi a 21ª edição desta competição organizada pela Federação Paulista de Volleyball. Participam do torneio dez equipes provenientes de sete municípios paulistas (São Paulo, Bauru, Franca, Suzano, Presidente Prudente,  Santo André e São Caetano do Sul), iniciado em 15 de junho de 1993 e finalizado em 10 de outubro do mesmo ano

## Sistema de disputa
Na primeira fase, todas as equipes jogam entre si em turno e returno. As seis mais bem colocadas avançam a próxima fase
As equipes com jogadores servindo a Seleção Brasileira estavam classificadas a segunda fase: Nossa Caixa/Suzano, Palmeiras/Parmalat, Banespa e Rhodia/Pirelli, este último possuía três na seleção na categoria juvenil.
Na segunda fase ocorreu dois triangulares (semifinal), em turno único, e os dois primeiros colocados da fase antecedente foram cabeças de chave, estes jogando em seu mando de quadra; ao final o primeiro colocado de cada triangular se enfrentaram na final.

## Equipes participantes
Equipes que disputaram a Campeonato Paulista de Voleibol Masculino de 1993:
| Equipe                 | Cidade                  | Última participação      | Paulista 1992 |
| ---------------------- | ----------------------- | ------------------------ | ------------- |
| Rhódia/Pirelli         | Santo André (São Paulo) | Paulista 1992            | 3º            |
| Loose Feet/Franca      | Franca                  | Paulista 1ª Divisão 1992 | 1º            |
| TC Presidente Prudente | Franca                  | Paulista 1ª Divisão 1992 | 2º            |
| Palmeiras/Parmalat     | São Paulo               | Paulista 1992            | 2º            |
| CER Vila São José      | São Caetano do Sul      | Paulista 1992            | 2º            |
| EC Banespa             | São Paulo               | Paulista 1992            |               |
| Nossa Caixa/Suzano     | Suzano                  | Paulista 1992            | 1º            |
| Unidas Objetivo/Bauru  | Bauru                   | Paulista 1992            |               |
| Telesp Clube           | São Paulo               | Paulista 1992            |               |
| Mackenzie              | São Paulo               | Paulista 1992            |               |

## Segunda fase
As equipes classificadas foram distribuídas em dois grupos cada um três times

### Grupo B
|     |                    |     | Jogos | Jogos | Jogos | Resultados | Resultados | Resultados | Resultados | Resultados | Resultados | Sets | Sets | Sets  | Pontos | Pontos | Pontos |
| Pos | Equipe             | Pts | T     | V     | D     | 3–0        | 3–1        | 3–2        | 2–3        | 1–3        | 0–3        | V    | P    | R     | V      | P      | R      |
| --- | ------------------ | --- | ----- | ----- | ----- | ---------- | ---------- | ---------- | ---------- | ---------- | ---------- | ---- | ---- | ----- | ------ | ------ | ------ |
| 1   | Nossa Caixa/Suzano | 6   | 2     | 2     | 0     | 1          | 1          | 0          | 0          | 0          | 0          | 6    | 1    | 6,000 | 102    | 66     | 1.545  |
| 2   | Rhódia/Pirelli     | 0   | 1     | 0     | 1     | 0          | 0          | 0          | 0          | 1          | 0          | 1    | 3    | 0.333 | 42     | 57     | 0.737  |
| 2   | EC Banespa         | 0   | 1     | 0     | 1     | 0          | 0          | 0          | 0          | 0          | 1          | 0    | 3    | 0,000 | 24     | 45     | 0.533  |

Resultados
| outubro de 1993 | Nossa Caixa/Suzano | 3 — 0             | EC Banespa | Ginasio Municipal Paulo Portela,Suzano |
| outubro de 1993 | 15                 | Set 1 Set 2 Set 3 | 13 3 8     | Ginasio Municipal Paulo Portela,Suzano |

| outubro de 1993 | Nossa Caixa/Suzano | 3 — 1                   | Rhódia/Pirelli | Ginasio Municipal Paulo Portela,Suzano |
| outubro de 1993 | 12 15              | Set 1 Set 2 Set 3 Set 4 | 15 13 10 4     | Ginasio Municipal Paulo Portela,Suzano |

### Grupo C
|     |                       |     | Jogos | Jogos | Jogos | Resultados | Resultados | Resultados | Resultados | Resultados | Resultados | Sets | Sets | Sets  | Pontos | Pontos | Pontos |
| Pos | Equipe                | Pts | T     | V     | D     | 3–0        | 3–1        | 3–2        | 2–3        | 1–3        | 0–3        | V    | P    | R     | V      | P      | R      |
| --- | --------------------- | --- | ----- | ----- | ----- | ---------- | ---------- | ---------- | ---------- | ---------- | ---------- | ---- | ---- | ----- | ------ | ------ | ------ |
| 1   | Palmeiras/Parmalat    | 6   | 2     | 2     | 0     | 1          | 1          | 0          | 0          | 0          | 0          | 6    | 1    | 6,000 | 102    | 61     | 1.672  |
| 2   | Telesp Clube          | 0   | 1     | 0     | 1     | 0          | 0          | 0          | 0          | 1          | 0          | 1    | 3    | 0.333 | 38     | 57     | 0.667  |
| 2   | Unidas Objetivo/Bauru | 0   | 1     | 0     | 1     | 0          | 0          | 0          | 0          | 0          | 1          | 0    | 3    | 0,000 | 23     | 45     | 0.511  |

Resultados
| outubro de 1993 | Palmeiras/Parmalat | 3 — 0             | Unidas Objetivo/Bauru | Parque Antártica,São Paulo |
| outubro de 1993 | 15                 | Set 1 Set 2 Set 3 | 5 6 12                | Parque Antártica,São Paulo |

| outubro de 1993 | Palmeiras/Parmalat | 3 — 1                   | Telesp Clube | Parque Antártica,São Paulo |
| outubro de 1993 | 15 12 15           | Set 1 Set 2 Set 3 Set 4 | 10 4 15 9    | Parque Antártica,São Paulo |

## Fase Final

### Final
Primeira partida
| 9 de outubro de 1993 20:30 TV Bandeirantes | Nossa Caixa/Suzano | 3 — 1                   | Palmeiras/Parmalat | Ginasio Municipal Paulo Portela,Suzano |
| 9 de outubro de 1993 20:30 TV Bandeirantes | 7 15               | Set 1 Set 2 Set 3 Set 4 | 15 12 13 11        | Ginasio Municipal Paulo Portela,Suzano |

Segunda partida
| 10 de outubro de 1993 15:00 TV Bandeirantes | Palmeiras/Parmalat | 1 — 3                   | Nossa Caixa/Suzano | Parque Antártica,São Paulo |
| 10 de outubro de 1993 15:00 TV Bandeirantes | 13 5 15 14         | Set 1 Set 2 Set 3 Set 4 | 15 12 16           | Parque Antártica,São Paulo |